# 첫날밤에 내린 비
"첫날밤에 내린 비"는 1991년에 개봉한 대한민국의 영화이다.

## 캐스팅
- 정인철
- 강혜지
- 신성하
- 양영준
- 주지연
- 신은숙
- 김달호
- 류대성
- 홍진경
- 이희연
- 강인구
- 이순복
- 박동현 (특별출연)